# Sarongk (gmina)
Sarongk – gmina (khum) w północno-zachodniej Kambodży, w zachodniej części prowincji Bântéay Méanchey, w dystrykcie Svay Chék. Stanowi jedną z 8 gmin dystryktu.

## Miejscowości
Na obszarze gminy położonych jest 6 miejscowości:
- Pheas Tboung
- Pheas Cheung
- Chrung
- Phlas Kang
- Kouk Phlu
- Kantrong